# سينيقرن
سنجرين هو من الغلوكوسينولات التي تنتمي إلى عائلة الغلوكوزيد الموجودة في بعض النباتات من الفصيلة الكرنبية مثل كرنب بروكسل، والقنبيط الأخضر، وبذور الخردل الأسود (براسيكا سوداء). عندما تسحق الأنسجة النباتية المحتوية على السينيغرين أو تلفها بطريقة أخرى، فإن إنزيم الميروسيناز يحلل السينيغرين إلى زيت الخردل (أليل إيزوثيوسيانات)، وهو المسؤول عن الطعم اللاذع للخردل والفجل. بذور الخردل الأبيض، سينابيس ألبا، تعطي الخردل طعم لاذع أقل بكثير لأن هذه الأنواع تحتوي على غلوكوسينولات مختلفة، سينالبن.
الاسم الكيميائي للسينيغرين هو أليل جلوكوسينولات أو 2-بروبنيل جلوكوسينولات.
كان التكوين الفراغي للسينيغرين على الرابطة المزدوجة C = N غير مؤكدة، وتم حلها بواسطة دراسة البلورات بالأشعة السينية في عام 1963 لتكون مصاوغ معاكس (Z).